# 沈恪
沈恪（しん かく、509年 - 582年）は、南朝梁から陳にかけての軍人。字は子恭。本貫は呉興郡武康県。

## 経歴
梁の新渝侯蕭暎が呉興郡将となると、召されて主簿となった。蕭暎が北徐州に転出すると、沈恪は蕭暎に従っておもむいた。蕭暎が広州に転出すると、沈恪は府中兵参軍を兼ねて、兵を率いて少数民族の俚を討った。大同8年（542年）、盧子略が広州を包囲すると、沈恪は防戦して功績を挙げ、中兵参軍に任じられた。大同11年（545年）、陳霸先が交州の李賁を討つと、沈恪は陳霸先の妻子を託されて呉興郡に帰った。まもなく東宮直後に任じられ、嶺南での戦功により員外散騎侍郎の位を受け、一族の子弟を従えて招集された。
太清2年（548年）、侯景が建康を包囲すると、沈恪は部下を率いて建康に入り、右軍将軍の号を加えられた。侯景軍が城の東西にふたつの土山を築いて攻撃すると、城内もまた土山を作って応戦し、沈恪は東の土山の主となり、昼夜にわたって侯景軍に対して抗戦した。功績により東興県侯に封じられた。員外散騎常侍の位を受けた。太清3年（549年）、建康が陥落すると、沈恪は間道を通って郷里に帰った。陳霸先が侯景を討つと、沈恪は郷里で呼応して起兵した。承聖元年（552年）、侯景の乱が平定されると、沈恪は京口で陳霸先と面会し、都軍副に任じられた。まもなく府司馬となった。
承聖4年（555年）、陳霸先が王僧弁の討伐を計画すると、沈恪はその計画に参与した。ときに王僧弁の娘婿の杜龕が呉興郡に駐屯していたため、陳霸先は甥の陳蒨に長城県に帰らせ、柵を立てて杜龕の進攻に備えさせた。また沈恪には武康県に帰らせ、兵士を招集させた。陳霸先が王僧弁を殺害すると、杜龕は副将の杜泰を派遣して長城県の陳蒨を襲撃させた。沈恪は武康県を出て杜龕の党与を討ち、陳霸先は周文育を長城県に来援させた。周文育が到着すると、杜泰は敗走した。紹泰2年（556年）、陳蒨は周文育とともに進軍し、沈恪とも合流して杜龕の乱を平定した。陳蒨が東揚州刺史の張彪を討つと、沈恪は監呉興郡となった。同年（太平元年）、沈恪は宣猛将軍・交州刺史に任じられた。この年のうちに永嘉郡太守に転じたが、赴任しないうちにまた監呉興郡を命じられた。太平2年（557年）、呉興郡から入朝した。陳霸先の即位にあたって、沈恪は梁の敬帝を護衛して別宮に移す役目を与えられそうになったため、陳霸先の前で「恪は蕭家に仕えてきたため、今日のことは見るに忍びず、死んでもご命令は受けることはできません」といって叩頭して謝絶した。陳霸先もさらに強要することなく、その役目を王僧志に代わらせた。
同年（永定元年）、陳が建国されると、呉興郡太守に任じられた。永定2年（558年）、監会稽郡に転じた。余孝頃が王琳に呼応して陳に反抗し、臨川郡に出兵して周迪を攻めると、沈恪は壮武将軍として兵を率いて嶺を越え周迪を救援した。余孝頃は沈恪がやってきたと聞くと退却した。永定3年（559年）、沈恪は使持節・通直散騎常侍・智武将軍・呉州刺史に転じ、鄱陽におもむいた。まもなく会稽郡の事務を代行した。この年のうちに、散騎常侍・忠武将軍・会稽郡太守に任じられた。
文帝が即位すると、都督会稽東陽新安臨海永嘉建安晋安新寧信安九郡諸軍事に進んだ。天嘉2年（561年）、召還されて左衛将軍となった。まもなく都督郢武巴定四州諸軍事・軍師将軍・郢州刺史として出向した。天嘉6年（565年）12月、召還されて中護軍となった。天康元年（566年）5月、護軍将軍の号を受けた。光大2年（568年）、使持節・都督荊武祐三州諸軍事・平西将軍・荊州刺史に転じた。赴任しないうちに、再び護軍将軍となった。
太建元年（569年）、宣帝が即位すると、散騎常侍・都督広衡東衡交越成定新合羅愛徳宜黄利安石双等十八州諸軍事・鎮南将軍・平越中郎将・広州刺史に任じられた。沈恪が着任しないうちに、前刺史の欧陽紇が広州で挙兵したため、沈恪は広州に入れず、陳の朝廷は司空の章昭達を派遣して欧陽紇を討たせた。欧陽紇の乱が平定されると、沈恪は広州に入ることができた。沈恪は荒廃した広州の再建に尽力した。
太建4年（572年）、領軍将軍として召還されたが帰還せず、弾劾を受けて免官された。太建11年（579年）、散騎常侍・衛尉卿として再起した。この年のうちに平北将軍・仮節の位を受け、監南兗州をつとめた。太建12年（580年）、散騎常侍・翊右将軍となり、監南徐州をつとめた。電威将軍の裴子烈が馬500匹を率いて派遣されて、沈恪の江北防衛を補佐した。太建13年（581年）、沈恪は入朝して衛尉卿となった。まもなく侍中の位を加えられ、護軍将軍に転じた。太建14年（582年）、後主が即位すると、散騎常侍・特進・金紫光禄大夫の位を受けた。この年のうちに死去した。享年は74。翊左将軍の位を追贈された。諡は元といった。
子の沈法興が後を嗣いだ。

## 伝記資料
- 『陳書』巻12 列伝第6
- 『南史』巻67 列伝第57